# Ostéoplaste
Un ostéoplaste est un espace libre de la matrice extracellulaire de l'os, situé dans la matière dure du tissu osseux, contenant la cellule osseuse dérivée de l'ostéoblaste dite ostéocyte qu'il entoure,.

## Présentation
Un ostéoplaste est une espace creux au sein de l'os comprenant d'une part une cavité étoilée irrégulière et d'autre part des canalicules qui chacun partent d'une des pointes de l'étoile. Léo Testut les comparait aux racines chevelues de certaines plantes. On les désigne sous le nom de canalicules osseux. Les ostéoplastes se trouvent principalement dans les lamelles osseuses, leurs formes et leurs tailles sont très variables (de 20 à 45 micromètres de long). Les canalicules issus d'un ostéoplaste cheminent à travers la matrice extracellulaire, ils sont très fins et sinueux et s'anastomosent aux canalicules issus d'autre ostéoplastes constituant ainsi un réseau de voies à l'intérieur de l'os calcifié. Dans ces canalicules circulent les prolongements cytoplasmiques de l'ostéocyte hôte de l'ostéoplaste.

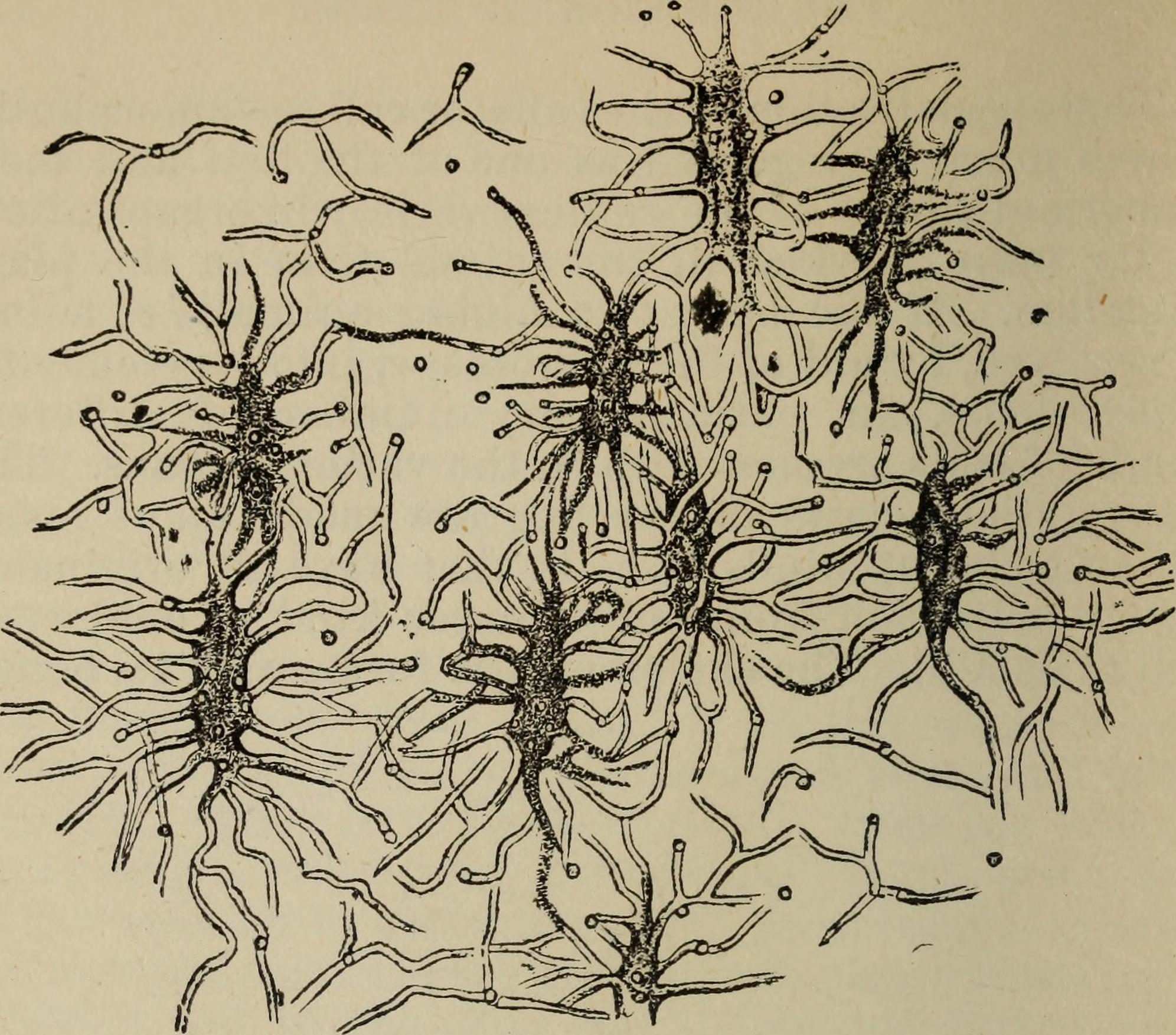
Illustration ancienne montrant l'arborescence des canalicules osseux autour de quelques ostéoplastes (In:The pedigree of man - and other essays 1903).

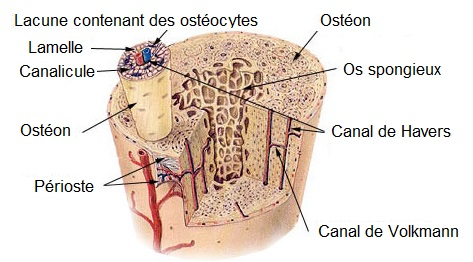
Schéma général d'un os en coupe. L'intitulé "lacune contenant des ostéocytes" est en fait un ostéoplaste.

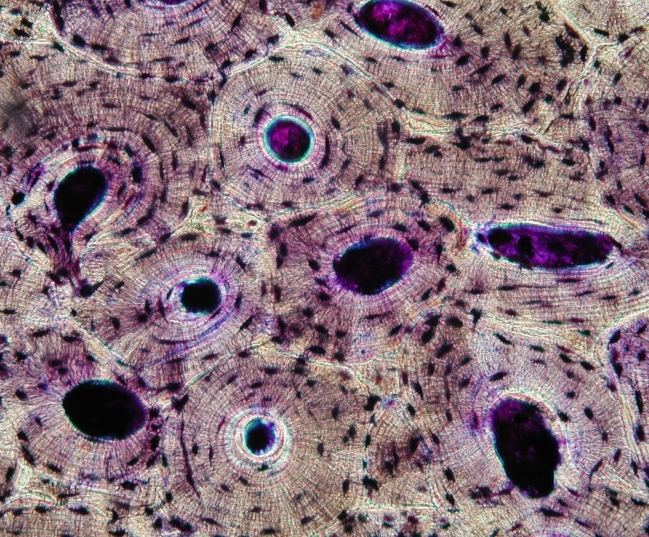
Photographie d'une section d'os compact montrant l'organisation en ostéon. Chaque ostéon est centré sur un canal central (canal de Havers, coloré en violet) entouré de lamelles osseuses concentriques (couleur brune) et irrégulièrement encochées de petits espaces (en noir) en forme de fuseau qui sont les ostéoplastes vus en coupe.

## Histoire
Leur existence est d'abord décrite en 1834 par Jan Evangelista Purkinje et complète la connaissance intime de la structure osseuse à un niveau encore plus petit que l'approche haversienne due à Clopton Havers et ses ostéons ou ostéones.